# Кульбак Дмитро Іванович
Дмитро Іванович Ку́льбак (нар. 8 листопада 1899, Харків — пом. 17 жовтня 1981, Київ) — український художник театру, графік; член Асоціації революційного мистецтва України з 1930 року та Спілки радянських художників України.

## Біографія
Народився 8 листопада 1899 року в місті Харкові (нині Україна). 1929 року закінчив Харківський художній інститут, де навчався у, Миколи Бурачека, Василя Єрмилова, Олександра Хвостенко-Хвостова, Павла Андріяшева.
Жив у Києві в будинку на Нестерівському провулку, № 13, квартира № 3. Помер у Києві 17 жовтня 1981 року.

## Творчість
Оформив:
- виставу «Слуга двох панів» Карло Ґольдоні (1931, Харківський червонозаводський театр);
- виставу «Загибель ескадри» Олександра Корнійчука (1933, Харківський червонозаводський театр; 1934, Донецький український драматичний театр);
- оперу «Тоска» Джакомо Пуччіні (1935, Харківський театр опери та балету);
- оперу «Євгеній Онєгін» Петра Чайковського (1935—1941, Харківський театр опери та балету);
- виставу «Назар Стодоля» Тараса Шевченка (1938, Харківський театр опери та балету);
- балет «Серце гір» Андрія Баланчивадзе (1941, Харківський театр опери та балету);
- вистави «Маруся Богуславка» і «Циганка Аза» Михайла Старицького (обидві — 1941—1944, Запорізький музично-драматичний театр імені Миколи Щорса);
- оперу «Русалка» Олександра Даргомижського (1947, Київський театр опери та балету);
- балет «Марна пересторога» Петера Гертеля (1947, Київський театр опери та балету);
- оперу «Лісова пісня» Віталія Кирейка (1959, оперна студія Київської консерваторії);
- виставу «Майська ніч» Михайла Старицького за Миколою Гоголем (1964, Київський театр оперети).

Ілюстрував книжки, зокрема оформив збірку «Комедії» Мольєра (Київ, 1958).
Брав участь у республіканських виставках з 1936 року.